# Christian Link
Christian Link (* 12. Juli 1938 in Braunschweig) ist ein deutscher evangelischer Theologe. Er war Professor für Dogmatik und Philosophiegeschichte an der Universität Bern und für Systematische Theologie an der Ruhr-Universität Bochum.

## Leben und Wirken
1958 bis 1961 studierte Link in Erlangen und Tübingen Physik und Mathematik. Es folgte 1962 bis 1965 ein Studium der Theologie und Philosophie in Berlin, Heidelberg und Göttingen. 1969 bis 1976 war er wissenschaftlicher Assistent am Seminar für Religionsphilosophie in Heidelberg bei Georg Picht. Dort promovierte er 1970. Nach der Habilitation 1976 war er bis 1979 Universitätsdozent in Heidelberg. Von 1979 bis 1993 lehrte er als Professor für Dogmatik und Philosophiegeschichte an der Evangelisch-Theologischen Fakultät der Universität Bern in der Schweiz. Von 1980 bis 2006 leitete er die internationalen Karl-Barth-Konferenzen. Von 1993 bis 2004 war er Professor für Systematische Theologie an der Ruhr-Universität Bochum.
Seit 1994 ist er Mitglied des Vorstandes der Gesellschaft für Evangelische Theologie, und seit 2001 ist er Mitglied des Wissenschaftlichen Beirats der Karl-Barth-Gesellschaft.
Link hat viel zur Schöpfungsgeschichte geforscht und publiziert. Er versteht die biblischen Schöpfungsberichte als Erzählungen bedrohter Menschen in einer bedrohten Welt und nicht als intellektuelle Antworten auf die Ursache dieser Welt. Der christliche Glaube brauche keinen indirekten Gottesbeweis durch die Schöpfung, sondern die Gewissheit, dass die Welt durch Gottes Wort geschaffen sei. Gott müsse in der Mitte unseres Lebens angebunden sein und nicht in den Naturwissenschaften, ansonsten man diese überschätzen würde. Daher lehnt er den neuzeitlichen Kreationismus und die Theorien des Intelligent Design ab.

## Schriften (Auswahl)

### Als Alleinautor
- Die Welt als Gleichnis. Studien zum Problem der natürlichen Theologie. Kaiser, München 1976; 2. erw. Auflage ebd. 1982, ISBN 3-459-01448-2 (= Beiträge zur evangelischen Theologie 73).
- Subjektivität und Wahrheit. Die Grundlegung der neuzeitlichen Metaphysik durch Descartes, Klett-Cotta, Stuttgart 1978, ISBN 3-12-904680-1 (= Forschungen und Berichte der Evangelischen Studiengemeinschaft 33).
- Schöpfungstheologie in reformatorischer Tradition. Mohn, Gütersloh 1991, ISBN 3-579-04921-6.
- Schöpfungstheologie angesichts der Herausforderungen des 20. Jahrhunderts. Mohn, Gütersloh 1991, ISBN 3-579-04922-4.
- Die Spur des Namens. Wege zur Erkenntnis Gottes und zur Erfahrung der Schöpfung. Neukirchener, Neukirchen-Vluyn 1997, ISBN 3-7887-1602-9.
- In welchem Sinne sind theologische Aussagen wahr? Zum Streit zwischen Glaube und Wissen. Neukirchener, Neukirchen-Vluyn 2003, ISBN 3-7887-1924-9.
- Prädestination und Erwählung. Calvin-Studien. Neukirchener, Neukirchen-Vluyn 2009, ISBN 978-3-7887-2351-4.
- Johannes Calvin. Humanist, Reformator, Lehrer der Kirche. TVZ, Zürich 2009, ISBN 978-3-290-17510-8.
- Schöpfung. Ein theologischer Entwurf im Gegenüber von Naturwissenschaft und Ökologie. Neukirchener, Neukirchen-Vluyn 2012, ISBN 978-3-7887-2585-3.
- Theodizee. Eine theologische Herausforderung. Vandenhoeck & Ruprecht, Göttingen 2016; 2. erg. Auflage ebd. 2022, ISBN 978-3-525-55291-9.
- Die Theologie Calvins im Rahmen der europäischen Reformation. Vandenhoeck & Ruprecht, Göttingen 2021, ISBN 978-3-525-50183-2.

### Als Mitautor
- Mit Walter Dietrich: Die dunklen Seiten Gottes, Band 1: Willkür und Gewalt, Neukirchen 1995 und 2002.
- Mit Walter Dietrich: Die dunklen Seiten Gottes, Band 2: Allmacht und Ohnmacht, Neukirchen-Vluyn 2000 und 2004.
- Mit Lukas Vischer und Ulrich Luz: Ökumene im Neuen Testament und heute, Vandenhoeck & Ruprecht, Göttingen 2009.

### Als Herausgeber und Mitherausgeber
- Die Erfahrung der Zeit. Gedenkschrift für Georg Picht, Stuttgart 1984.
- Calvin-Studienausgabe, 7 Bände, Neukirchen 1994–2009.
- Verstehen – Bewahren – Gestalten. Christliche Orientierung in der Krise der Neuzeit, Neukirchen 2003.